# Avcılar
Avcılar is een Turks district in de provincie Istanboel en telt 323.596 inwoners (2007). Het district heeft een oppervlakte van 39,2 km².
De bevolkingsontwikkeling van het district is weergegeven in onderstaande tabel.
| 1997    | 2000    | 2007    |
| ------- | ------- | ------- |
| 214.383 | 233.749 | 323.596 |